# بشته وار (مقاطعة دلفان)
بشته‌وار (بالفارسية: بشته‌وار) هي قرية تقع في قسم كاكاوند الغربي الريفي (مقاطعة دلفان) في إيران. يقدر عدد سكانها بـ 28 نسمة .